# Yukiko Inui
Yukiko Inui (jap. 乾友紀子 Inui Yukiko; ur. 4 grudnia 1990 w Ōmihachiman) – japońska pływaczka synchroniczna, dwukrotna brązowa medalistka olimpijska z Rio de Janeiro, dziesięciokrotna medalistka mistrzostw świata.
W 2012 startowała na letnich igrzyskach olimpijskich w Londynie, biorąc tam udział w rywalizacji zarówno duetów, jak i drużyn. W konkurencji duetów Japonka zajęła 5. pozycję dzięki rezultatowi 186,74 pkt, natomiast w rywalizacji drużynowej zajęła również 5. pozycję, tym razem dzięki uzyskanemu rezultatowi 187,63 pkt. Cztery lata później na letnich igrzyskach olimpijskich, które rozegrano w Rio de Janeiro, wywalczyła dwa brązowe medale – w konkurencji zarówno duetów (dzięki rezultatowi 188,0547 pkt), jak i drużyn (dzięki uzyskanemu rezultatowi 189,2056 pkt). W 2021 startowała na letnich igrzyskach olimpijskich w Tokio, tam uczestniczyła w konkurencji duetów i drużyn. W rywalizacji duetów uzyskała wynik 187,8166 pkt dający 4. pozycję, natomiast w rywalizacji drużyn też zajęła 4. pozycję z rezultatem 188,3106 pkt.
Począwszy od 2009 roku, sześciokrotnie startowała w mistrzostwach świata – medale zdobywała na czempionatach w Kazaniu (4 brązowe), Budapeszcie (2 brązowe; w 2017 roku), Gwangju (2 brązowe) i Budapeszcie (2 złote; w 2022 roku).
W latach 2006–2018 na igrzyskach azjatyckich (Doha, Kanton, Inczon, Dżakarta) wywalczyła osiem srebrnych medali.
W październiku 2023 roku ogłosiła zakończenie kariery sportowej.